# Pennella balaenoptera
Pennella balaenoptera és un paràsit copèpode que infecta mamífers marins. És l'espècie que es troba més habitualment ancorada a la superfície de cetacis. Aquest mesoparàsit apareix com un filament que penja de la pell de l'hoste i es pot detectar a distància en animals en llibertat.
El nombre d’individus de Pennella balaenoptera infectant un mateix animal és molt variable. Pot haver-hi des d’un parell d’individus fins a més de 300. En condicions normals on l'animal no està excessivament malalt, la infecció només està representada per uns quants paràsits.
Tanmateix, s’ha demostrat que un nombre elevat d’individus poden estar associats a infeccions virals debilitants, ja que diversos agents infecciosos com el Virus de l’herpes simple causen debilitació i alteracions en el sistema immunitari dels cetacis, a més de ser indicadors d’un ambient en mal estat.

## Morfologia
Pennella balaenoptera és el copèpode més gran conegut amb una longitud d'entre 8 i 30 cm. El seu cos llarg i prim es divideix en tres parts ben diferenciades: el cefalotòrax, la regió toràcica i la regió abdominal.
El cefalotòrax consta d'un cap format per dues o tres banyes de subjecció (dues laterals i de vegades una dorsal) que està separat de la regió toràcica per un coll prim. En el cefalotòrax es troba també el complex bucal, situat entre les dues banyes laterals. Al centre del complex bucal apareix una estructura trilobulada sota la qual s'originen els apèndixs bucals, les primeres maxil·les sorgeixen de sota el marge anterior de l'estructura trilobulada i les segones maxil·les, del marge posterior.
La regió toràcica és la part més llarga del cos, representant el 80% de la longitud total del paràsit. Es distingeix un coll estret a la part més propera al cefalotòrax, que és la part més llarga d'aquesta regió, i un tronc més ample a la part inferior on es troben els porus genitals.
La regió abdominal és més cilíndrica i presenta una superfície estriada. A la part més exterior hi solen haver una sèrie de filaments anomenats plomes abdominals, el nombre i el grau de ramificació dels quals varia d'un organisme a un altre. Cada filament o ploma conté un nucli amb pigments negres envoltats per una paret translúcida de quitina.
Just abans que comenci la zona de plomes abdominals pengen els dos oviscaptes o sacs ovígers, que són uns òrgans en forma de sacs allargats, amb longituds variables que poden arribar als 40 cm, i que serveixen per conservar els ous. La disposició dels ous és uniseriada.
Igual que altres organismes del seu fílum, tot l'organisme està cobert per una capa gruixuda de quitina i la cutícula canvia gradualment al llarg del cos del paràsit. La regió anterior, incrustada en els teixits del mamífer marí, és d'un color groguenc-ataronjat, mentre que la part en contacte amb el medi exterior és marró fosc - negre.

## Infecció
Pennella balaenoptera és un paràsit que infecta majoritàriament cetacis i només tenen capacitat d'infecció les femelles adultes. La impossibilitat de penetrar la pell queratinitzada dels pinnípedes fa que normalment no infecti aquest grup de mamífers marins, tot i això, si l'animal està malalt o té lesions a la pell sí que s'han reportat casos d'infecció per Pennella balaenoptera.
Pennella balaenoptera du a terme infeccions secundàries i la infecció es dona típicament en la part dorsal o lateral del cos.
Tot i que no es coneix amb detall el cicle vital d'aquest paràsit, s'ha vist que utilitzen un hoste intermediari per desenvolupar-se, és a dir, que tindrien un cicle indirecte on les larves es desenvoluparien en les brànquies de petits peixos o cefalòpodes com les sípies, i després les femelles adultes i inseminades anirien a parar a l'hoste definitiu que serien els mamífers marins, especialment els cetacis, on s'enganxarien i produirien els ous que s'alliberarien al medi.
Abans d'anar a parar novament a les brànquies dels hostes intermediaris les larves sortirien dels ous i tindrien un estadi de vida lliure (copepodits) i un cop en l'hoste intermediari passarien per unes etapes prèvies a l'adult i després madurarien a la forma adulta. Aquí les femelles serien fecundades pels mascles, que solen morir després de la copulació. La femella inseminada busca l'hoste definitiu, al qual s'enganxa i s'alimenta de la sang de l'hoste per produir ous que s'alliberen al medi. Quan la femella arriba a l'hoste definitiu pateix canvis estructurals importants, ja que l'extrem anterior adopta una estructura tubular per arribar als vasos sanguinis de l'hoste i la part posterior (oviscaptes) madura per fer la posta d'ous.
Quan s'ha desenvolupat aquesta estructura en forma de sac que s'adhereix a l'hoste, penetra entre 1 i 3 cm en el seu cos, de manera que està ancorat fermament a la pell i a la musculatura i no és fàcil treure'l d'allà. La part del paràsit incrustada als teixits de l'hoste varia, però mai supera el 50% de la longitud total del paràsit. Als exemplars amb dues banyes, la regió incrustada representa el 45% de la longitud total, mentre que en les que tenen tres banyes representa el 30% aproximadament.
La infecció per Pennella balaenoptera pot causar mal a la pell i al teixit subjacent, provocant inflamació, aparició de taques blanquinoses i en alguns casos, pot provocar la mort de l'hoste a causa de la toxicitat de la necrosi del teixit o d'altres infeccions produïdes en el lloc on Pennella balaenoptera està infectant.